# Lijst van rijksmonumenten aan de Bakenessergracht
De Bakenessergracht in de stad Haarlem telt 50 inschrijvingen in het rijksmonumentenregister. Hieronder een compleet overzicht van de rijksmonumenten aan of bij Bakenessergracht.
| Object | Oorspronkelijke functie? | Bouwjaar                            | Architect | Locatie                                                        | Coördinaten?                  | Nr.?   | Afbeelding                                                                                       |
| --- | ------------------------ | ----------------------------------- | --------- | -------------------------------------------------------------- | ----------------------------- | ------ | ------------------------------------------------------------------------------------------------ |
| Pand met lijstgevel | Woonhuis                 | 18e eeuw                            |           | Bakenessergracht 1                                             | 52° 23' 2" NB, 4° 38' 22" OL  | 18916  | Meer afbeeldingen                                                                                |
| Pand met lijstgevel | Woonhuis                 | 18e eeuw                            |           | Bakenessergracht 3                                             | 52° 23' 1" NB, 4° 38' 23" OL  | 18917  | Meer afbeeldingen                                                                                |
| Pand met lijstgevel | Werk-woonhuis            | 17e eeuw                            |           | Bakenessergracht 9                                             | 52° 23' 1" NB, 4° 38' 23" OL  | 18918  | Meer afbeeldingen                                                                                |
| Pand met klokgevel | Werk-woonhuis            | 17e eeuw                            |           | Bakenessergracht 11                                            | 52° 23' 1" NB, 4° 38' 23" OL  | 18919  | Meer afbeeldingen                                                                                |
| Pand met trapgevel | Werk-woonhuis            |                                     |           | Bakenessergracht 13                                            | 52° 23' 0" NB, 4° 38' 23" OL  | 18920  | Meer afbeeldingen                                                                                |
| Pand met trapgevel | Woonhuis                 | 17e eeuw                            |           | Bakenessergracht 17                                            | 52° 23' 0" NB, 4° 38' 24" OL  | 18921  | Meer afbeeldingen                                                                                |
| Pand met lijstgevel | Woonhuis                 | eerste helft 19e eeuw               |           | Bakenessergracht 27                                            | 52° 22' 59" NB, 4° 38' 24" OL | 18922  | Meer afbeeldingen                                                                                |
| Pand met klokgevel | Woonhuis                 | 18e eeuw                            |           | Bakenessergracht 29                                            | 52° 22' 59" NB, 4° 38' 24" OL | 18923  | Meer afbeeldingen                                                                                |
| Pand met lijstgevel | Woonhuis                 |                                     |           | Bakenessergracht 31                                            | 52° 22' 59" NB, 4° 38' 24" OL | 18924  | Meer afbeeldingen                                                                                |
| Pand met lijstgevel | Woonhuis                 | 18e eeuw                            |           | Bakenessergracht 35                                            | 52° 22' 59" NB, 4° 38' 25" OL | 18925  | Meer afbeeldingen                                                                                |
| Pand met lage halsgevel | Werk-woonhuis            | 17e eeuw                            |           | Bakenessergracht 37                                            | 52° 22' 58" NB, 4° 38' 25" OL | 18926  | Meer afbeeldingen                                                                                |
| Pand met lijstgevel | Woonhuis                 | einde 18e eeuw                      |           | Bakenessergracht 43 -43A-43B                                   | 52° 22' 57" NB, 4° 38' 25" OL | 18927  | Meer afbeeldingen                                                                                |
| Pakhuis met klokgevel | Opslag                   |                                     |           | Bakenessergracht 45                                            | 52° 22' 57" NB, 4° 38' 26" OL | 18928  | Meer afbeeldingen                                                                                |
| Pand met lijstgevel | Woonhuis                 | 18e eeuw                            |           | Bakenessergracht 47                                            | 52° 22' 57" NB, 4° 38' 26" OL | 18929  | Meer afbeeldingen                                                                                |
| Pand met lang uitgerekte klokgevel                                                                                               | Woonhuis                 | 18e eeuw                            |           | Bakenessergracht 49                                            | 52° 22' 57" NB, 4° 38' 26" OL | 18930  | Meer afbeeldingen                                                                                |
| Pakhuis | Opslag                   |                                     |           | Bakenessergracht 51                                            | 52° 22' 56" NB, 4° 38' 26" OL | 18931  | Meer afbeeldingen                                                                                |
| Pand met trapgeveltje | Woonhuis                 | begin 17e eeuw                      |           | Bakenessergracht 53                                            | 52° 22' 56" NB, 4° 38' 26" OL | 18932  | Meer afbeeldingen                                                                                |
| Pand met trapgevel | Woonhuis                 | 1609                                |           | Bakenessergracht 55                                            | 52° 22' 56" NB, 4° 38' 26" OL | 18933  | Meer afbeeldingen                                                                                |
| Pand met lijstgevel onder zadeldak, houten deuromlijsting                                                                        | Woonhuis                 | 18e eeuw of ouder                   |           | Bakenessergracht 63 -63A                                       | 52° 22' 56" NB, 4° 38' 27" OL | 18934  | Meer afbeeldingen                                                                                |
| Pand met lijstgevel | Woonhuis                 | 18e eeuw                            |           | Bakenessergracht 65                                            | 52° 22' 55" NB, 4° 38' 26" OL | 18935  | Meer afbeeldingen                                                                                |
| Pand met klokgevel | Woonhuis                 | 18e eeuw                            |           | Bakenessergracht 67                                            | 52° 22' 55" NB, 4° 38' 27" OL | 18936  | Meer afbeeldingen                                                                                |
| Haarlemsche Brood- en Meelfabriek                                                                                                | Industrie                | 1876                                |           | Bakenessergracht 71 A t/m J (voormalige Brood- en meelfabriek) | 52° 22' 54" NB, 4° 38' 27" OL | 513350 | Meer afbeeldingen                                                                                |
| Pand met lijstgevel met dodekop. Terzijde poort                                                                                  | Woonhuis                 | 19e eeuw                            |           | Bakenessergracht 95                                            | 52° 22' 51" NB, 4° 38' 28" OL | 18937  | Meer afbeeldingen                                                                                |
| Toegangspoortje tot steeg. Bescheiden architectuur, doch van oudheidkundige waarde                                               | Erfscheiding             | 17e eeuw                            |           | Bakenessergracht 97                                            | 52° 22' 51" NB, 4° 38' 28" OL | 18938  | Meer afbeeldingen                                                                                |
| Pand met gepleisterde lijstgevel                                                                                                 | Woonhuis                 | 19e eeuw                            |           | Bakenessergracht 99                                            | 52° 22' 51" NB, 4° 38' 29" OL | 18939  | Meer afbeeldingen                                                                                |
| Smal pand met klokgevel | Woonhuis                 | 18e eeuw                            |           | Bakenessergracht 101                                           | 52° 22' 51" NB, 4° 38' 29" OL | 18940  | Meer afbeeldingen                                                                                |
| Pand met lijstgevel met dodekop. Originele onderpui. Mansarde dak                                                                | Woonhuis                 | 18e eeuw                            |           | Bakenessergracht 103                                           | 52° 22' 51" NB, 4° 38' 29" OL | 18941  | Meer afbeeldingen                                                                                |
| Pand met lijstgevel, gedeeltelijk bepleisterd                                                                                    | Woonhuis                 | 18e eeuw                            |           | Bakenessergracht 107                                           | 52° 22' 50" NB, 4° 38' 29" OL | 18942  | Meer afbeeldingen                                                                                |
| Pand met puntgevel met dodekop geverfd, onderpui intact. Houten deuromlijsting met bovenlicht                                    | Woonhuis                 | 17e eeuw (bouw) 18e eeuw (verbouwd) |           | Bakenessergracht 16                                            | 52° 23' 0" NB, 4° 38' 22" OL  | 18943  | Meer afbeeldingen                                                                                |
| Pand met lijstgevel | Woonhuis                 | eerste helft 19e eeuw               |           | Bakenessergracht 26                                            | 52° 22' 60" NB, 4° 38' 22" OL | 18944  | Pand met lijstgevel                                                                              |
| Pand met lijstgevel | Woonhuis                 | eerste helft 19e eeuw               |           | Bakenessergracht 26A                                           | 52° 22' 59" NB, 4° 38' 23" OL | 18945  | Pand met lijstgevel                                                                              |
| Pand met topgevel | Woonhuis                 | 17e eeuw                            |           | Bakenessergracht 28 (hk Kalversteeg 2)                         | 52° 22' 59" NB, 4° 38' 23" OL | 18946  | Pand met topgevel                                                                                |
| Pand met lijstgevel | Woonhuis                 | 19e eeuw                            |           | Bakenessergracht 30                                            | 52° 22' 58" NB, 4° 38' 23" OL | 18947  | Meer afbeeldingen                                                                                |
| Pand met gepleisterde gevel en rechte kroonlijst, zadeldak in topgevel eindigend met rudimenten van trapgevel                    | Woonhuis                 |                                     |           | Bakenessergracht 32                                            | 52° 22' 58" NB, 4° 38' 23" OL | 18948  | Meer afbeeldingen                                                                                |
| Pand met lijstgevel onder mansardedak                                                                                            | Werk-woonhuis            |                                     |           | Bakenessergracht 40                                            | 52° 22' 57" NB, 4° 38' 24" OL | 18949  | Meer afbeeldingen                                                                                |
| Pakhuis met brede originele ingang met geornamenteerde boog, fraaie trapgevel                                                    | Woonhuis                 | 1692                                |           | Bakenessergracht 42                                            | 52° 22' 57" NB, 4° 38' 24" OL | 18950  | Meer afbeeldingen                                                                                |
| Pad met gepleisterde lijstgevel                                                                                                  | Woonhuis                 | 18e eeuw                            |           | Bakenessergracht 46                                            | 52° 22' 57" NB, 4° 38' 24" OL | 18951  | Meer afbeeldingen                                                                                |
| Pand met gepleisterde lijstgevel                                                                                                 | Woonhuis                 | 18e eeuw                            |           | Bakenessergracht 48                                            | 52° 22' 56" NB, 4° 38' 24" OL | 18952  | Meer afbeeldingen                                                                                |
| Pand met gepleisterde lijstgevel                                                                                                 | Woonhuis                 | 18e eeuw                            |           | Bakenessergracht 50                                            | 52° 22' 56" NB, 4° 38' 24" OL | 18953  | Meer afbeeldingen                                                                                |
| Laag pand met lijstgevel, roeden en schuiframen                                                                                  | Woonhuis                 | 18e eeuw                            |           | Bakenessergracht 58                                            | 52° 22' 54" NB, 4° 38' 25" OL | 18954  | Meer afbeeldingen                                                                                |
| Pand met klokgeveltje | Woonhuis                 | 18e eeuw                            |           | Bakenessergracht 60                                            | 52° 22' 54" NB, 4° 38' 25" OL | 18955  | Meer afbeeldingen                                                                                |
| Pand met lijstgevel met dodekop                                                                                                  | Woonhuis                 | 18e eeuw                            |           | Bakenessergracht 64                                            | 52° 22' 54" NB, 4° 38' 25" OL | 18956  | Meer afbeeldingen                                                                                |
| Poortje, opschrift op steen met cartouche 'ingang gesticht Dirck van Baekenes 1632'                                              | Woonhuis                 | 1632                                |           | Bakenessergracht 68                                            | 52° 22' 53" NB, 4° 38' 24" OL | 18957  | Meer afbeeldingen                                                                                |
| Pand met trapgevel, gemetselde ontlastingsbogen boven de vensters                                                                | Woonhuis                 | eerste helft 17e eeuw               |           | Bakenessergracht 70                                            | 52° 22' 54" NB, 4° 38' 26" OL | 18958  | Meer afbeeldingen                                                                                |
| Laag pand met klokgevel | Woonhuis                 |                                     |           | Bakenessergracht 72                                            | 52° 22' 53" NB, 4° 38' 26" OL | 18959  | Meer afbeeldingen                                                                                |
| Poortje waarboven gebeeldhouwde steen met valk, gemetselde open boog met gesmeedijzeren ornament                                 | Erfscheiding             |                                     |           | Bakenessergracht bij 84 (het poortje)                          | 52° 22' 52" NB, 4° 38' 26" OL | 18960  | Poortje waarboven gebeeldhouwde steen met valk, gemetselde open boog met gesmeedijzeren ornament |
| Pand met rechte kroonlijst rustend op consoles, schuiframen met kleine roeden, twee gevelstenen waarvan op een vak, is afgebeeld | Woonhuis                 | 1726                                |           | Bakenessergracht 84                                            | 52° 22' 52" NB, 4° 38' 26" OL | 18961  | Meer afbeeldingen                                                                                |
| Pand met lijstgevel | Woonhuis                 | 18e eeuw                            |           | Bakenessergracht 100                                           | 52° 22' 51" NB, 4° 38' 27" OL | 18962  | Meer afbeeldingen                                                                                |
| Pand met smalle trapgevel | Woonhuis                 | 17e eeuw                            |           | Bakenessergracht 102                                           | 52° 22' 51" NB, 4° 38' 27" OL | 18963  | Meer afbeeldingen                                                                                |
| Pand met lijstgevel onder zadeldak                                                                                               | Woonhuis                 | 18e eeuw                            |           | Bakenessergracht 110                                           | 52° 22' 50" NB, 4° 38' 27" OL | 18964  | Meer afbeeldingen                                                                                |

Centrum:
Bakenessergracht ·
Frankestraat ·
Gedempte Oude Gracht ·
Gierstraat ·
Groot Heiligland ·
Grote Houtstraat ·
Grote Markt ·
Jansstraat ·
Kenaupark ·
Klein Heiligland ·
Kleine Houtstraat ·
Kleine Houtweg ·
Koningstraat ·
Nieuwe Gracht ·
Parklaan ·
Spaarnwouderbuurt ·
Wilhelminastraat ·
Zijlstraat

Zuid-West:
Florapark ·
Floraplein ·
Wagenweg 

Haarlem-Oost

Schalkwijk

Noord:
Begraafplaats Kleverlaan ·
Spaarndam 